# Thaynara Zoch
Thaynara Zoch (* 10. April 2000) ist eine bolivianische Leichtathletin, die im Hürdenlauf sowie im Weitsprung an den Start geht.

## Sportliche Laufbahn
Erste internationale Erfahrungen sammelte Thaynara Zoch im Jahr 2021, als sie bei den U23-Südamerikameisterschaften in Guayaquil in 14,93 s den vierten Platz im 100-Meter-Hürdenlauf belegte und im Weitsprung mit 5,87 m auf Rang sechs gelangte. Kurz zuvor stellte sie in Cochabamba mit 14,90 s einen bolivianischen Landesrekord über 100 m Hürden auf. Ende November wurde sie bei den erstmals ausgetragenen Panamerikanischen Juniorenspielen in Cali mit 5,53 m Zehnte im Weitsprung. Im Jahr darauf belegte sie bei den Hallensüdamerikameisterschaften in Cochabamba mit 5,73 m Rang sechs im Weitsprung und gelangte mit 9,00 s auf Rang fünf über 60 m Hürden.
2021 wurde Zoch bolivianische Meisterin im 100-Meter-Hürdenlauf sowie 2022 Hallenmeisterin über 60 m Hürden.

## Persönliche Bestleistungen
- 100 m Hürden: 14,90 s (0,0 m/s), 7. August 2021 in Cochabamba (bolivianischer Rekord)
  - 60 m Hürden (Halle): 8,97 s, 6. Februar 2022 in Cochabamba (bolivianischer Rekord)
- Weitsprung: 6,01 m (−1,9 m/s), 26. September 2021 in Cochabamba
  - Weitsprung (Halle): 5,79 m, 5. Februar 2022 in Cochabamba